# Cherasco
Cherasco (piemontiul: Cherasch) település Olaszországban, Piemont régióban, Cuneo megyében. Lakosainak száma 9465 fő (2023. január 1.). Cherasco Bra, Cavallermaggiore, Cervere, La Morra, Marene, Salmour és Narzole községekkel határos.

## Földrajz
A Stura di Demonte és a Tanaro folyók találkozásánál egy fennsíkon fekszik (a kettő közül a Stura átlagos vízhozama a torkolatnál magasabb, 47 m³/s).

## Története

### Középkor
1243-ban itt született II. Frigyes német-római császár helytartója, Manfredi II Lancia, aki végrendeletileg az Aleramici dinasztia és Sarlo di Drua, az albai podestà kadét ágához tartozott. Már a római korban is volt itt egy falu, Clerascum, ahol Lancia császári helynök az új várost akarta felépíteni. Mindenesetre Cherasco gyorsan átkerült Anjou Károly guelf frakciójához, így elárulva ghibellin származását.
Szabad és független településként, a városok közötti harcok viharos időszakában Cherasco 1277-ben Albával, Astival és Chierivel együtt ismét a ghibellinekhez került. 1303-ban a városnak át kellett engednie autonómiáját az Anjouknak, majd 1347-ben VI. Amadé savoyai grófnak.
1348-ban egy véres ostrom kiűzte a Savoyákat, és a város Luchino Viscont uralma alá került, aki ott saját kastélyt emeltetett. A Visconti-korszakban Cherasco embereit gyakran mozgósították katonai műveletekre, például 1354-ben, amikor a közösségnek 100 gyalogost kellett küldenie Giovanni Viscontihoz. Lánya, Valentina Visconti hozományához került, amikor feleségül vette I. Lajos orléans-i herceg, s átengedték a franciáknak, és a cateau-cambrésis-i békeszerződésnek köszönhetően csak 1559-ben sikerült a savoyaiaknak újra visszaszerezniük.

### Modern kor
1559-től a pompa új korszaka kezdődött. A várost Ascanio Vittozzi által tervezett falakkal vetették körül. Amikor 1630-ban kitört a pestisjárvány Piemontban, Cherasco adott otthont a hercegi udvarnak: a veszély elmúltával 1647-ben építették. az Arco del Belvederét, amely a város egyik jelképe lett.
1631. április 7-én I. Viktor Amadé savoyai herceg, Jules Mazarin francia bíboros, a Német-római Birodalom, Mantova és Spanyolország képviselői itt írták alá a békét, amely véget vetett a Mantuai Hercegség utódlásáért folytatott háborúnak, amelyhez Monferratót is csatolták. elismerve Károly uralmát a Gonzaga-uradalom, a Mantuai Hercegség és a Savoyai Trinó-Alba hercegség felett.

### Francia forradalom
1796. április 23-án reggel a franciák ostrom alá vették Cherascót, amely az esti órákban megadta magát Michele Colli tábornok, a piemonti parancsnok fegyverszüneti kérelmével. Bonaparte Napóleon ezután bevonult a városba, és a Palazzo Salmatorisban szállt meg.
Napóleon, miközben azzal érvelt, hogy nem volt felhatalmazása arra, hogy a francia direktórium nevében tárgyaljon, a cherascói fegyverszünet feltételeit megszabva újratervezte a savoyai területek földrajzát. A fegyverszünetet III. Viktor Amadé szárd–piemonti király április 28-án hagyta jóvá, amelyet a párizsi béke május 15-én megerősített.

### Amásodik világháborúés az ellenállás
Cherasco aktívan részt vett a partizán ellenállási harcban. Sok összecsapás zajlott itt, amelyek számos áldozatot követeltek polgárai körében, még sortüzekkel és mészárlással is. Az ellenállás során szerzett érdemei alapján a város a „polgári vitézségért ezüstérem” kitüntetésben részesült.

## Múzeumok
- Museo Civico "Giovanni Battista Adriani"
- Museo naturalistico "Giorgio Segre"
- Museo della magia, inaugurato e curato dal Mago Sales

## Népesség
A település lakossága az elmúlt években az alábbi módon változott:
| Lakosok száma | 9096 | 9224 | 9465 |
|               | 2017 | 2018 | 2023 |

## Bibliográfia
- Amedeo Renzo: Cherasco ricorda i caduti e le vittime della lotta di liberazione, Torino, 1978
- Icilio Ronchi della Rocca e Livio Berardo: Ricordi di un partigiano. La Resistenza nel braidese: La Resistenza nel braidese, FrancoAngeli, 2009. május 26, ISBN 9788856809381
- Diana Masera, Langa partigiana '43-'45, Guanda, 1971
- Mario Giovana: Guerriglia e mondo contadino: i garibaldini nelle Langhe, 1943-1945, Cappelli, 1988
- Amedeo Renzo: Di libertà si vive, Bra, 1985
- Cavina Stefano Sante, Orlando, storia di un romagnolo partigiano in Piemonte, Edizioni Moderna, Modena, 2017
- Il Mare, annate dal 1922 al 1939
- Ottavio Ferraretto. Buon cristiano e cittadino onesto, Edizioni città di Cherasco, 2018
- Pendola Agostino, Giovanni Gozzer. Un eroe nella resistenza, Gammarò editore, 2013
- Rapporto della commissione italo-tedesca insediata dal Ministero degli Affari Esteri della Repubblica italiana e della Repubblica federale di Germania il 28 marzo 2009.
- Relazione della Commissione parlamentare di inchiesta sulle cause dell'occultamento di fascicoli relativi a crimini nazifascisti.
- Ricci Umberto, A cuore aperto. Frammenti di storia della sezione della Democrazia Cristiana di Rapallo
- Taricco Bruno, Cherasco Urbs firmissima pacis, Cherasco, 1993